# Demonax literatus
Demonax literatus är en skalbaggsart som beskrevs av Charles Joseph Gahan 1894. Demonax literatus ingår i släktet Demonax och familjen långhorningar.
Artens utbredningsområde är:
- Laos.
- Burma.

## Underarter
Arten delas in i följande underarter:
- D. l. hainanensis
- D. l. nansenensis